# 1801 en arts plastiques
| Années des arts plastiques : 1798 - 1799 - 1800 - 1801 - 1802 - 1803 - 1804    |
| Décennies des arts plastiques : 1770 - 1780 - 1790 - 1800 - 1810 - 1820 - 1830 |

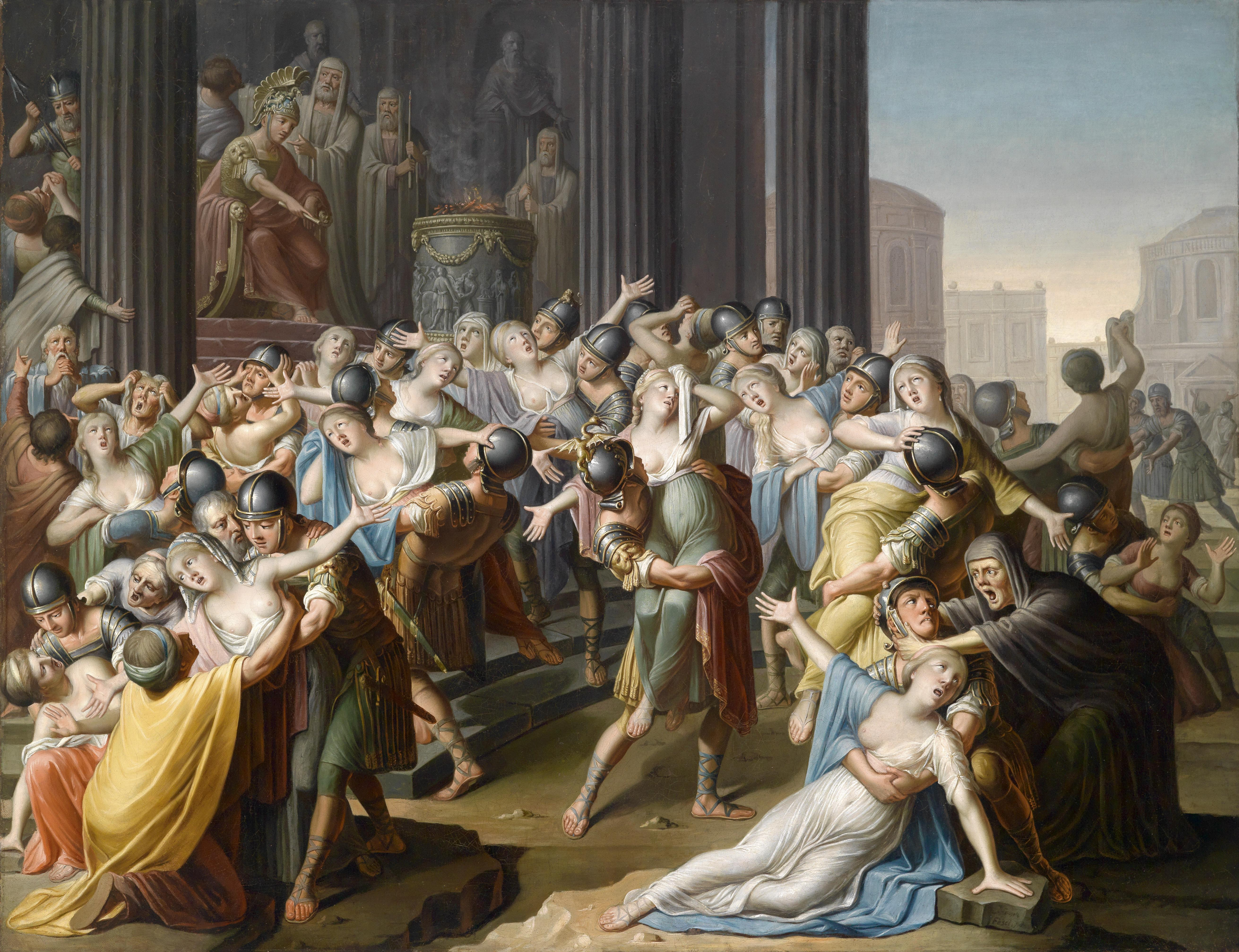
L'enlèvement des Sabines, de Christoph Fesel.

Cette page concerne l'année 1801 en arts plastiques.

## Événements
- Prix de Rome 1801 : Lauréats en peinture sur le thème Achille recevant les envoyés d'Agamemnon, Jean-Auguste-Dominique Ingres grand prix de peinture, Jules-Antoine Vauthier second prix. Lauréats en sculpture sur le thème Caïus Gracchus quittant sa femme Licinia, grand prix de sculpture ex æquo Joseph Charles Marin et François Milhomme, second prix décerné à Joseph Alvarez. Lauréats en architecture, Auguste Famin grand prix d'architecture pour le projet d'un forum, Jean-Baptiste Dédéban second prix.
- 2 septembre (15 fructidor an IX) : Ouverture du Salon de l'an IX à Paris où furent exposées 474 œuvres dont 370 peintures et 59 sculptures[1]. Comme lors du précédent Salon, il y a une profusion d'œuvres célébrant le Consul Bonaparte. Les artistes succombent à la mode du temps, en s'inspirant d'un ouvrage qui connait alors un énorme succès, les Poèmes gaëliques attribués à Ossian. Sur ce thème Anne-Louis Girodet expose l'Apothéose des héros mort pour la patrie. Ce Salon est aussi marqué par la présence d'un groupe dissident de l'école de David nommé secte des Barbus, qui prône le retour à une peinture primitive[2]. Issu de ce groupe Jean Broc présente La Mort d'Hyacinthe durement critiqué par la presse.

## Œuvres
- Janvier : Bonaparte franchissant le Grand-Saint-Bernard, huile sur toile de Jacques-Louis David commencé en septembre 1800, première version commandée par le roi d'Espagne Charles IV, château de Malmaison. Février- juin, deuxième version commandée par le Premier consul Bonaparte, destiné au château de Saint-Cloud, depuis dans les collections du château de Charlottenburg.
- Achille recevant les envoyés d'Agamemnon, huile sur toile d'Ingres.

## Naissances
- 22 janvier : Vincent-Nicolas Raverat, peintre français († 30 juin 1865),
- 28 janvier : Victor Adam, peintre français († 1886),
- 1er février : Thomas Cole, peintre britannique/américain († 6 février 1848),
- 6 février : Grigori Laptchenko, peintre russe († 1876),
- 24 mars : Auguste Adrien Edmond de Goddes de Varennes, peintre et écrivain français († 16 février 1864),
- 14 avril : Alphonse Bichebois, graveur et lithographe français († 1850),
- 30 avril : André Giroux, peintre et photographe français († 18 novembre 1879),
- 21 juin : Luigi Calamatta, peintre et graveur italien († 8 mars 1869),
- 25 juin : Tito Marzocchi de Bellucci, peintre français d'origine italienne († 20 février 1871),
- 17 août : Charles Auguste Herbé, peintre français († 30 septembre 1884),
- 21 août : Hippolyte Sebron, peintre français († 1er septembre 1879),
- 21 octobre : Carlo Bellosio, peintre italien († 15 septembre 1849),
- ? :
  - Henry Winkles, illustrateur architectural, graveur et imprimeur français († 1860).

## Décès
- 7 février : Daniel Chodowiecki, peintre, illustrateur et graveur germano-polonais (° 16 octobre 1726),
- 21 mars : Noël Le Mire, dessinateur et graveur français (° 20 novembre 1724),
- 9 août :  Fedele Tirrito, religieux de l'ordre des frères mineurs capucins, écrivain et peintre italien (° 18 janvier 1717),
- 16 août : Ralph Earl, peintre américain (° 11 mai 1751),
- 7 septembre : Giovanni Andrea Lazzarini, architecte, écrivain et peintre baroque et rococo italien (° 19 novembre 1710),
- 20 octobre : Louis Gauffier, peintre français (° 10 juin 1762).